# 据点领导 (纳粹党)
据点领导（Stützpunktleiter）是纳粹党於1933至1938年间設立的一个政治衔级。据点领导是负责管理德国市镇或城市的地方集团长官的副手。1939年，据点领导衔级被一些新的准军事政治衔级所取代。